# Порічки карпатські
Порічки карп́атські, сморо́дина карпа́тська (Ribes petraeum Wulfen, syn. Ribes carpaticum Schultes) — листопадна рослина з родини аґрусових.

## Опис
Кущиста рослина до 2 м заввишки, в ширину розростається до 0,5 м. Росте на ґрунтах багатьох типів: від кислих до лужних, тіневитривала (хоча рослини, що ростуть в тіні, плодоносять менше) та морозостійка (витримує до −20 °C). Росте в місцях з помірною вологістю.
Квітки двостатеві, запилюються комахами — ентомофілія. Доволі легко може вирощуватися як культурна рослина.

## Поширення
Розповсюджена в гористих місцевостях центральної та західної Європи (до Піренеїв). Росте на сонячних та тінистих схилах та в лісах.

## Використання
Плід — ягода червоного кольору. Їстівна, на смак дуже кисла.
Гібриди з іншими видами вирощують як сорти червоної смородини.

## Галерея

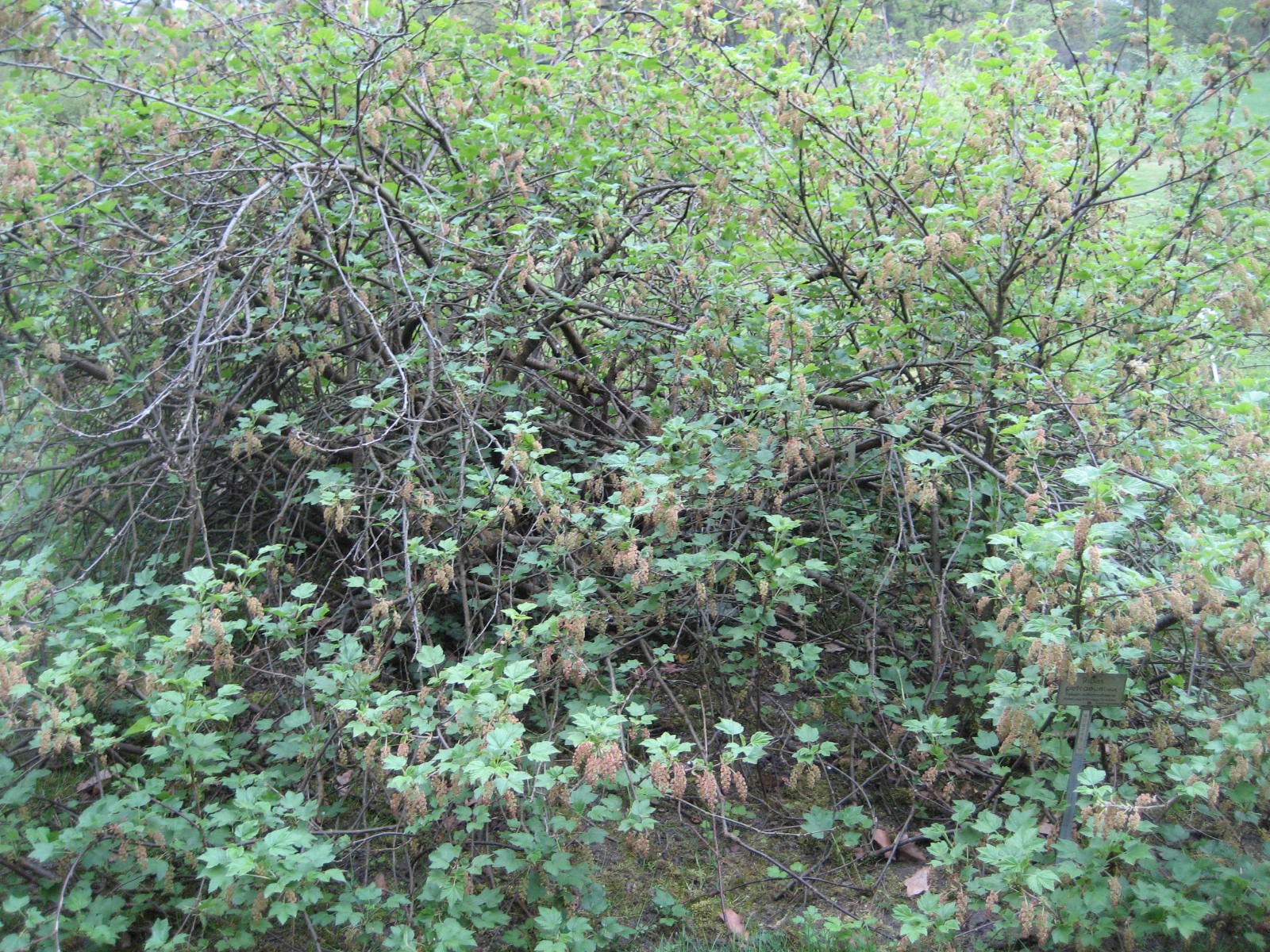
Кущ
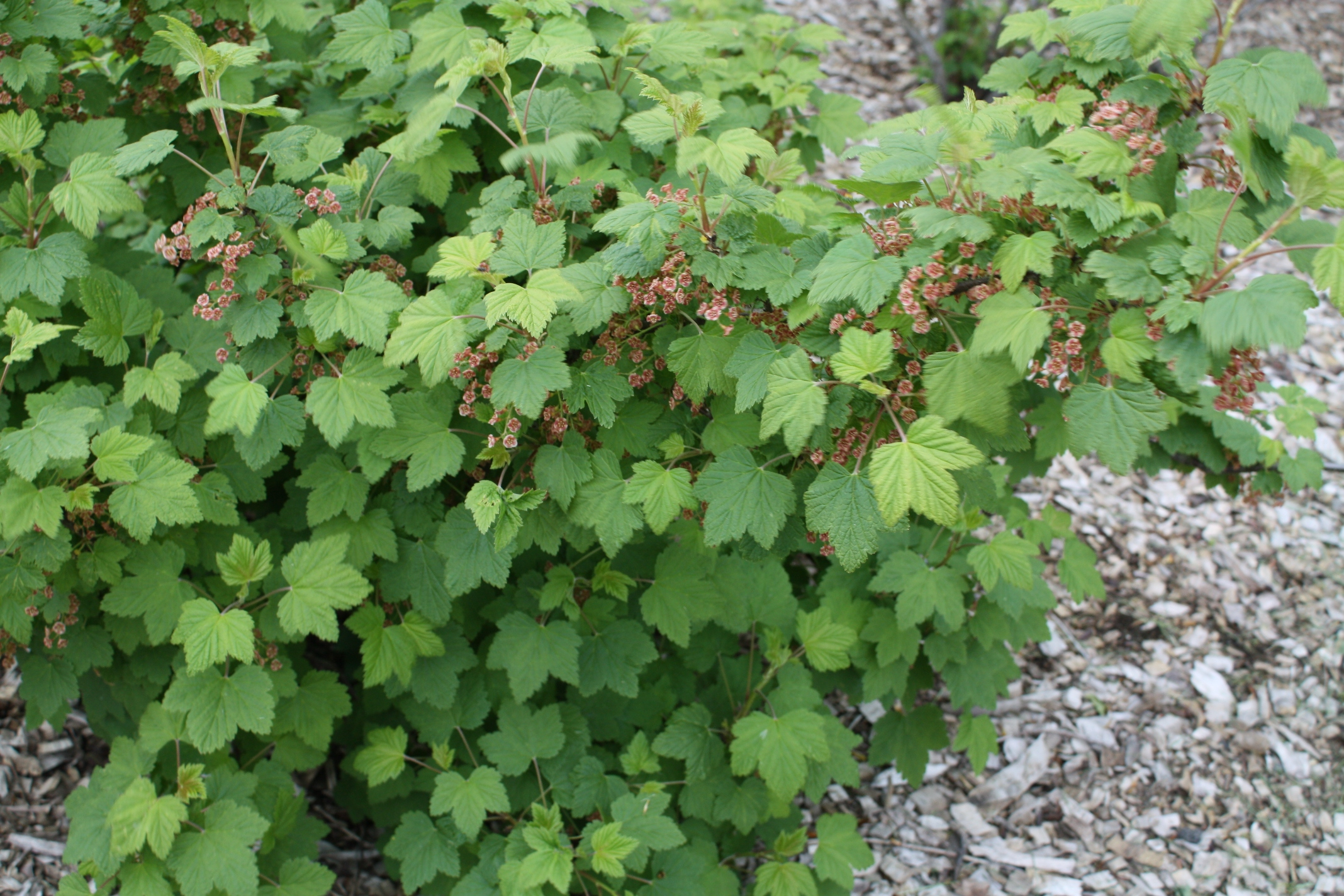
Листя
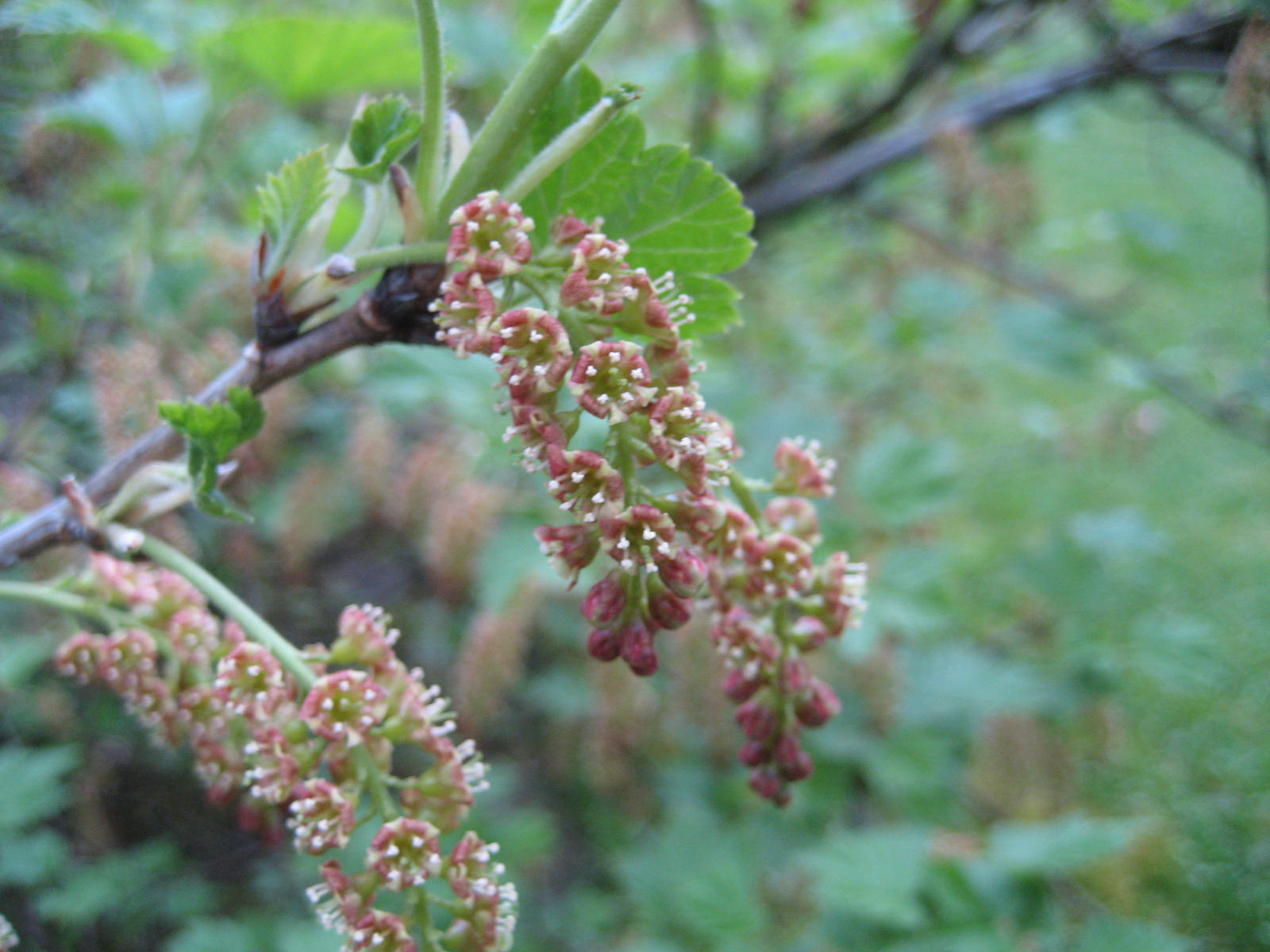
Квіти
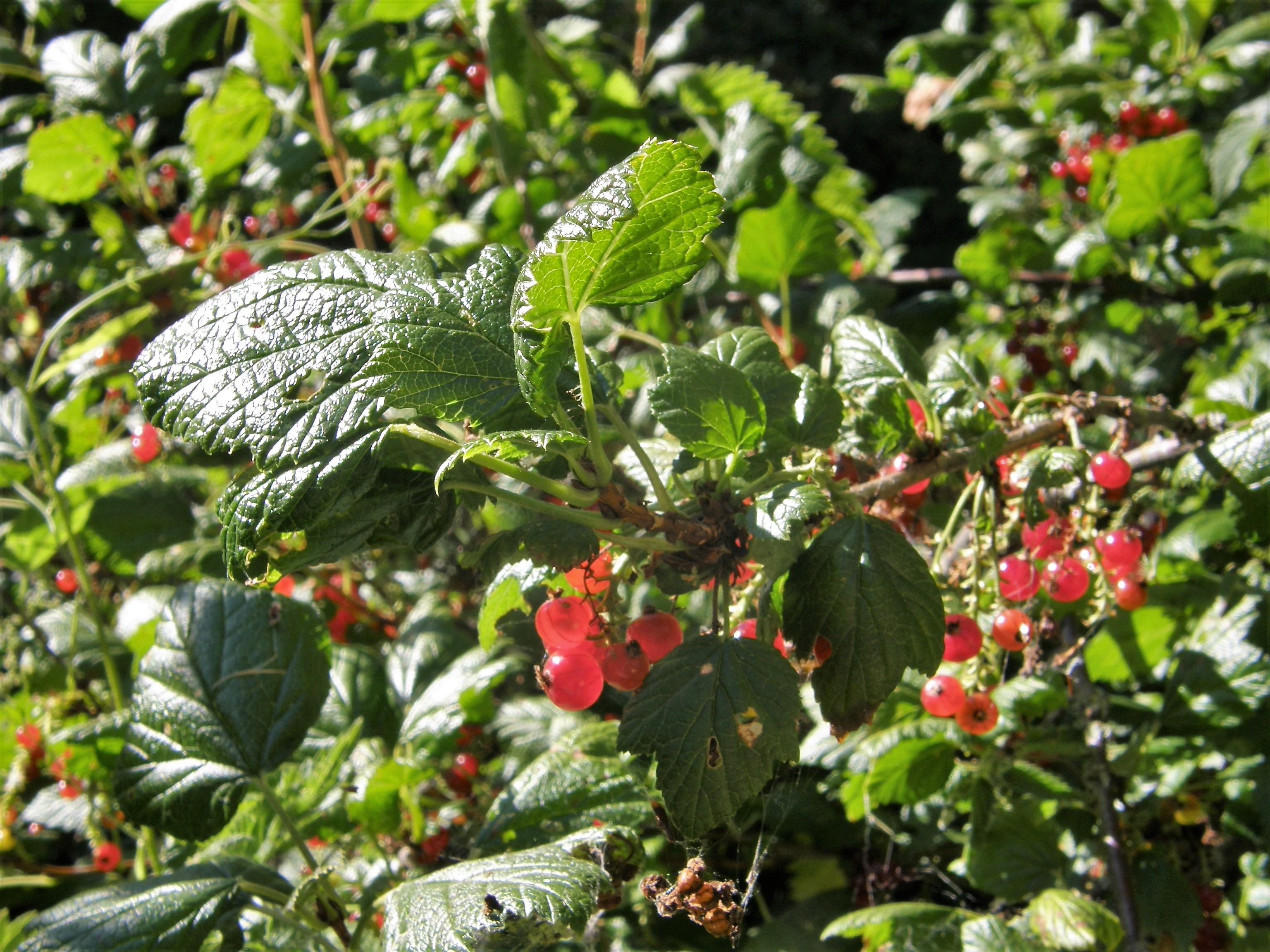
Плоди